# جمجمه ۲ (فیلم)
جمجمه ۲ (انگلیسی: The Skulls II) فیلمی در ژانر مهیج است که در سال ۲۰۰۲ منتشر شد. از بازیگران آن می‌توان به رابین دان اشاره کرد.